# 4190 Квасніца
4190 Квасніца (4190 Kvasnica) — астероїд головного поясу, відкритий 11 травня 1980 року.
Тіссеранів параметр щодо Юпітера — 3,353.